# 纳翁河畔维克
纳翁河畔维克（法語：Vicq-sur-Nahon，法語發音：[vik syʁ na.ɔ̃]）是法国安德尔省的一个市镇，属于沙托鲁区。

## 地理
纳翁河畔维克（47°6'24"N, 1°31'52"E）面积49.08 平方千米，位于法国中央-卢瓦尔河谷大区安德尔省，该省份为法国中部省份，北起卢瓦-谢尔省，西北接安德尔-卢瓦尔省，西南接维埃纳省，南至克勒兹省和上维埃纳省，东临谢尔省。
与纳翁河畔维克接壤的市镇（或旧市镇、城区）包括：博德尔、朗热、吕赛勒马勒、普莱讷、鲁夫尔莱布瓦、瓦朗赛、沃伊。

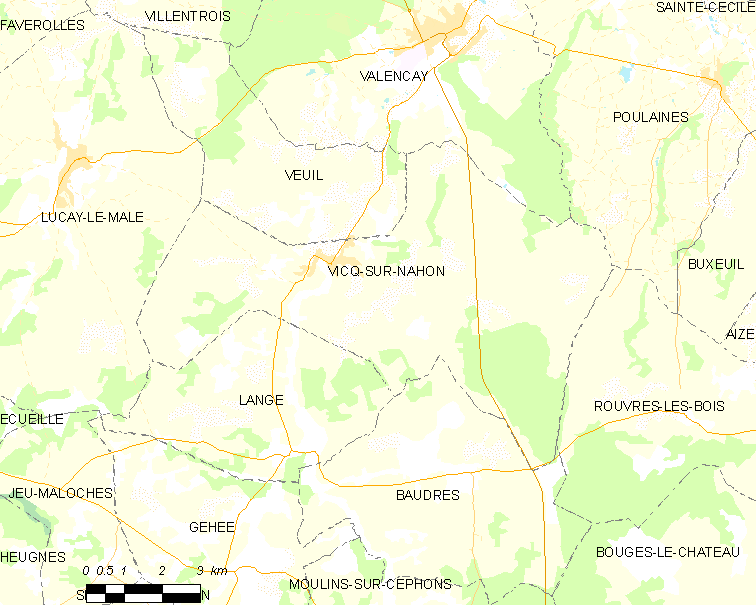
纳翁河畔维克的OSM定位图

纳翁河畔维克的时区为UTC+01:00、UTC+02:00（夏令时）。

## 行政
纳翁河畔维克的邮政编码为36600，INSEE市镇编码为36237。

## 政治
纳翁河畔维克所属的省级选区为瓦朗赛县。

## 人口

1962-2008年间纳翁河畔维克人口变化图示

纳翁河畔维克于2022年1月1日时的人口数量为681人。